# Терновка (Вольнянский район)
Терно́вка (укр. Тернівка) — село,
Терновский сельский совет,
Вольнянский район,
Запорожская область,
Украина.
Код КОАТУУ — 2321587301. Население по переписи 2001 года составляло 598 человек.
Является административным центром Терновского сельского совета, в который, кроме того, входят сёла
Великодубовое,
Губенское,
Придолиновка,
Шевченко и
Акимовка.

## Географическое положение
Село Терновка находится на левом берегу реки Плоская Осокоровка,
выше по течению на расстоянии в 1 км расположено село Придолиновка,
ниже по течению на расстоянии в 3,5 км расположено село Шевченко,
на противоположном берегу — село Андреевка (Синельниковский район).
Рядом проходит автомобильная дорога М-18 (E 105).

## История
- 1806 год — дата основания.

## Объекты социальной сферы
- Школа
- Дом культуры.

## Достопримечательности
- Братская могила советских воинов.
- Церковь

## Известные люди
- Зачиняев Петр Спиридонович (1918—1943) — Герой Советского Союза, похоронен в селе Терновка.